# Anelassorhynchus gangae
Anelassorhynchus gangae är en djurart som tillhör fylumet skedmaskar, och som beskrevs av Biseswar, R. 1984. Anelassorhynchus gangae ingår i släktet Anelassorhynchus och familjen Echiuridae. Inga underarter finns listade i Catalogue of Life.